# Ильичёвка (Липовецкое городское поселение)
В Октябрьском районе Приморья есть село Ильичёвка
Ильичёвка (Шахта Ильичёвка) — шахтёрский посёлок в Октябрьском районе Приморского края России.
Входил в состав муниципального образования Липовецкое городское поселение.

## География
Дорога к шахтёрскому посёлку Ильичёвка идёт на запад от автодороги Уссурийск — Пограничный, между перекрёстком к селу Дзержинское и перекрёстком к селу Владимировка.
Расстояние до посёлка Липовцы (на север по трассе мимо Владимировки) около 22 км.
На запад от шахтёрского посёлка Ильичёвка идёт дорога к селу Ильичёвка (Галёнкинское сельское поселение), расстояние около 3 км.
Расстояние до районного центра села Покровка (на юг мимо Струговки) около 33 км.

## Население
| 2002 | 2010 |
| ---- | ---- |
| 64   | ↘41  |

## Улицы
- Верхняя ул.
- Нижняя ул.